# دالي كاربنتر
دالي كاربنتر (بالإنجليزية: Dale Carpenter)‏ هو كاتب أمريكي، ولد في 27 ديسمبر 1966.